# Ledora mica
Ledora mica är en stekelart som beskrevs av Dmitriy R. Kasparyan 1983. Ledora mica ingår i släktet Ledora och familjen brokparasitsteklar. Inga underarter finns listade i Catalogue of Life.